# Przegląd systematyczny
Przegląd systematyczny – specyficzny rodzaj przeglądu piśmiennictwa, mający na celu odnalezienie wszystkich badań na dany temat. Jego głównym celem jest stworzenie nowej całości na podstawie istniejących już dowodów naukowych (wiarygodnych publikacji wyników pierwotnych badań naukowych). Przegląd systematyczny piśmiennictwa stanowi źródło wtórne wiedzy. Przeglądy systematyczne są niezwykle przydatne, bowiem z jednej strony umożliwiają zapanowanie nad dużą liczbą pojawiających się naukowych informacji, a z drugiej identyfikują obszary, w których zrobiono jeszcze zbyt mało badań. Pomagają rozwiązywać kontrowersje między badaniami, które prezentują odmienne wyniki. Pozwalają podejmować praktykom (lekarzom, politykom) decyzje oparte na dowodach naukowych. Niektóre przeglądy systematyczne zawierają w sobie metaanalizę, czyli posługują się statystyką by zsyntetyzować dane. W Polsce tworzy się niewiele przeglądów systematycznych. Te, które powstają najczęściej są związane z dziedziną medycyny i nauk o zdrowiu. Praca nad przeglądem systematycznym jest skomplikowana i wymaga trzymania się odpowiednich procedur. Metoda przeglądu systematycznego jest bardzo rygorystyczna – trzeba się zapoznać z jej wymaganiami przed rozpoczęciem prac. Zazwyczaj pracują nad nim wieloosobowe zespoły, a prace trwają przynajmniej 6 miesięcy, choć często dużo dłużej.

## Do czego służą przeglądy systematyczne?
Przeglądy systematyczne pomagają radzić sobie z nadmiarem informacji i wspomagać praktykę opartą na dowodach.
„Celem przeglądu systematycznego jest zatem próba znalezienia, oceny i syntezy wszystkich dowodów badawczych, które mogą odpowiedzieć na konkretne pytanie kliniczne. Oszczędza to świadczeniodawcom opieki zdrowotnej i decydentom politycznym konieczności poświęcania dużej ilości czasu na samodzielne wyszukiwanie i ocenę wszystkich dowodów naukowych. Daje im również pewność, że dowody naukowe, na których mogą opierać swoje decyzje, są na wysokim poziomie.”
„Przeglądy systematyczne mają na celu zgromadzenie dowodów, które spełniają wcześniej określone kryteria kwalifikowalności, aby uzyskać odpowiedzi na konkretne pytanie badawcze. Mają one również zminimalizować stronniczość poprzez zastosowanie jasno określonych, systematycznych metod udokumentowanych wcześniej protokołem.”
Argumenty przemawiające za przeprowadzaniem przeglądów systematycznych:
- zredukowanie dużych ilości informacji do zrozumiałych danych
- zgromadzenie istotnych informacji na potrzeby podejmowania decyzji, opracowywania wytycznych czy alokacji funduszy
- skuteczne przejście od zdobywania do wykorzystania wiedzy
- porównanie korzyści i szkód związanych z opcjami leczenia
- dostarczanie aktualnego podsumowania stanu wiedzy badawczej na temat interwencji, testu diagnostycznego, czynnika prognostycznego lub innego tematu związanego ze zdrowiem lub opieką zdrowotną
- zweryfikowanie, przed projektowaniem nowych badań, czy istnieją wcześniejsze badania na ten sam temat[6].

## Etapy przygotowania przeglądu systematycznego
Istnieje kilka etapów przygotowania przeglądu systematycznego. Podręcznik Cochrane Collaboration wymienia ich siedem w obszarze medycyny. Podczas przygotowania przeglądu systematycznego należy:
1. Zdefiniować badany problem (np. postawić pytanie, określić jasno, czego ono dotyczy, oraz wyjaśnić, w jaki sposób i dlaczego będą mierzone obserwacje).
2. Zlokalizować i wybrać źródła pierwotne (np. wybrać bazy danych piśmiennictwa i rejestry badanych obiektów, ustalić kryteria włączenia i wyłączenia abstraktów, opracować strategię przeszukiwania baz danych i rejestrów).
3. Krytycznie ocenić źródła (np. dokonać oceny wiarygodności publikacji wyników badań, podać listę wykluczonych badań wraz z przyczynami).
4. Zebrać kompletne dane (np. uzyskać kompletne publikacje na podstawie wcześniej włączonych abstraktów, zbadać heterogenność poszczególnych badań, ustalić zasadność stosowania metod statystycznych itp.).
5. Przeanalizować i przedstawić wyniki (np. wykonanie metaanalizy, prezentacja wyników w postaci tabel i grafik).
6. Opracować wnioski (ewentualnie także proponując dyskusję).
7. Poprawić i zaktualizować wykonany przegląd.

Przeprowadzając przeglądy systematyczne naukowcy zwykle realizują podane etapy z pewnymi zmianami. Nie we wszystkich przeglądach systematycznych stosuje się proponowane etapy. Proces realizacji trwa zazwyczaj od 12 do 24 miesięcy.
Czas przeprowadzania przeglądu systematycznego zależy od szeregu czynników, takich jak zakres tematu i ilość dostępnych dowodów, a także liczba członków zespołu i ich wiedza specjalistyczna. Jedno z badań wykazało, że średni czas trwania przeglądu systematycznego wynosił 67,3 tygodnia.

## Strategia wyszukiwania
W tej sekcji omówiono poszczególne etapy procesu budowania skutecznej strategii wyszukiwania – od sformułowania pytania badawczego, przez opracowanie terminów wyszukiwawczych, aż po przeprowadzenie wstępnej strategii wyszukiwania w wybranej bazie danych. Każdy z opisanych kroków oprócz części teoretycznej zawiera liczne przykłady pozwalające lepiej zrozumieć wykorzystanie przedstawionych zagadnień w praktyce. Zawarte tutaj informacje ułatwią opracowanie strategii wyszukiwania dostosowanej do konkretnego tematu badawczego.

### Formułowanie pytania badawczego
Prawidłowo sformułowane pytanie badawcze stanowi punkt wyjścia w procesie tworzenia przeglądu systematycznego. Powinno być ono precyzyjne i konkretne, jak również skutecznie komunikować cel przeprowadzanego badania.
W celu sformułowania pytania badawczego można skorzystać z opracowanych modeli do budowania pytań, które występują zazwyczaj w formie akronimów.
Jednym z powszechnie wykorzystywanych modeli w dziedzinie nauk medycznych jest PICO.
Model ten pomaga poprawnie sformułować pytanie kliniczne dotyczące np. skuteczności danej interwencji medycznej, czy konsekwencji ekspozycji na czynnik zagrażający zdrowiu.
Rozwinięcie skrótu PICO wskazuje na kolejne elementy pytania badawczego, które omówiono poniżej.
P – people/population/problem – populacja osób badanych, określa grupę uwzględnioną w przeglądzie systematycznym, obejmuje także charakterystykę choroby/zaburzenia, jak również dane demograficzne (np. wiek, płeć, rasa, pochodzenie etniczne).
I – intervention – interwencja kontrolna lub porównawcza (np. leczenie, placebo, standard opieki).
C – comparison – alternatywa dla głównej interwencji, czyli to, z czym porównywana jest wybrana metoda interwencji (np. zastosowanie placebo, brak leczenia, terapia standardowa, użycie „złotego standardu”).
O – outcome – rezultat interwencji lub konsekwencje działania terapeutycznego, zmienna, na którą chcemy wpłynąć (np. zmniejszona umieralność lub zachorowalność, poprawa pamięci).

### Identyfikacja kluczowych konceptów
Identyfikacja kluczowych konceptów pytania badawczego polega na wyszczególnieniu najważniejszych jego elementów. W przypadku użycia modelu do budowania pytań, np. PICO, jego składowe często są ich odpowiednikami. Wyodrębnione koncepty zaleca się przenieść do odpowiedniego szablonu, np. tabeli, która w dalszych etapach będzie rozbudowywana.
Wykonanie tego kroku pozwala podjąć decyzję, które koncepty zawarte w pytaniu badawczym należy przeszukać w dalszej części procesu, a które z nich można pominąć.

### Wybór terminów wyszukiwawczych
Kluczowym elementem prawidłowo skonstruowanej strategii wyszukiwania jest właściwy dobór terminów wyszukiwawczych, które w sposób wyczerpujący opiszą poszczególne koncepty.
Terminy wyszukiwawcze wykorzystywane w wyszukiwaniu można podzielić na dwie grupy:
- Słowa kluczowe, słowa pochodzące z języka (ang. keywords/free-text terms) - m.in. synonimy, akronimy, słownictwo zaczerpnięte z mowy potocznej, specjalistyczne terminy medyczne, powszechnie stosowane terminy uwzględniające np. różne warianty pisowni.
- Hasła przedmiotowe (ang. controlled vocabulary terms) - terminy pochodzące ze słowników przedmiotowych haseł medycznych np. MeSH, Emtree[12].

### Wybór słów kluczowych, słów pochodzących z języka naturalnego
Słowa pochodzące z języka naturalnego (ang. free-text terms) to terminy, które podczas procesu przeszukiwania będą wyszukiwane w obrębie tytułu, abstraktu, słów kluczowych autora i w polach tekstu wskazanych w strategii wyszukiwawczej.
Niektórzy autorzy mogą odwoływać się do tego samego pojęcia używając innego terminu, dlatego tak istotne jest, aby wprowadzić jak najwięcej właściwych słów kluczowych. Nieuwzględnienie relewantnych terminów alternatywnych może skutkować pominięciem istotnych dla wyszukiwania artykułów.
Aby je zidentyfikować, należy:
- przeprowadzić wstępne przeszukiwanie tematu, którego dotyczy dana strategia i zwrócić szczególną uwagę na słowa, które zostały użyte w tytule, abstrakcie i słowach kluczowych autora
- wyszukać opublikowane przeglądy systematyczne dotyczące tego samego lub zbliżonego tematu i odnaleźć w nich terminy, które zostały wykorzystane do opisania poszczególnych pojęć
- odnaleźć synonimy, alternatywne sposoby zapisu, akronimy, skróty, terminy medyczne, słowa używane w mowie potocznej
- wykorzystać właściwe hasła przedmiotowe (ang. controlled vocabulary terms), a także synonimy i wyrazy bliskoznaczne dostępne w słownikach przedmiotowych
- skonsultować się z ekspertem z dziedziny, na temat której przeprowadzana jest strategia wyszukiwania.

Pomocne mogą okazać się narzędzia do analizy tekstu (ang. text mining), programy do wizualizacji terminów wyszukiwawczych, jak również strony, na których umieszczane są przykłady opracowanych zagadnień/konceptów (ang. search filters).
Wyszukane dla poszczególnych konceptów terminy wyszukiwawcze należy w odpowiedni sposób udokumentować.

### Wybór haseł przedmiotowych
Medyczne hasła przedmiotowe (ang. medical subject headings) są wykorzystywane przez bibliograficzne bazy danych do opisywania treści każdego indeksowanego artykułu. Ich użycie w strategii wyszukiwania zapewnia odnalezienie publikacji, które zostały zindeksowane przy użyciu danego hasła przedmiotowego.
Hasła przedmiotowe różnią się w poszczególnych bazach danych, w związku z tym należy ustalić właściwe hasła dla każdej bazy, którą chcemy przeszukać.

### Korzystanie z kodów pól wyszukiwania
Kody pól wyszukiwania (ang. field tags) występują w formie skrótu lub krótkiego wyrazu (np. ti., ab., title, AK, KEY). Wydają polecenie bazie danych, aby wyszukała dany termin tylko w określonym polu. Poszczególne bazy różnią się między sobą kodami pól wyszukiwania. Dlatego też, przed przystąpieniem do wprowadzania strategii, należy zapoznać się z każdą bazą, która będzie wykorzystywana w procesie wyszukiwania. W tym celu warto skorzystać z zakładki Help, gdzie znajdują się wskazówki dotyczące zasad korzystania z poszczególnych kodów.

### Zaawansowane techniki wyszukiwania
Zaawansowane techniki wyszukiwania to narzędzia służące do zoptymalizowania opracowywanej strategii wyszukiwania. Ich dostępność i zasady działania są różne dla poszczególnych baz danych, dlatego przed przystąpieniem do wyszukiwania warto zapoznać się z ich szczegółowym opisem, dostępnym w menu pomocy bazy danych, w której przeprowadzane będzie wyszukiwanie.
Wyszukiwanie Fraz
Zastosowanie tej techniki pozwala wyszukiwać artykuły zawierające daną frazę zamiast zestawienia słów w losowej kolejności. W większości baz danych, aby wyszukać dany zwrot, należy umieścić go w cudzysłowie zastępczym (prostym).
UWAGA! W bazach danych na platformie Ovid frazy są automatycznie przeszukiwane jako jeden termin wyszukiwawczy. Użycie cudzysłowu nie jest konieczne. Jeśli dana fraza ma zostać rozbita, należy użyć operatora logicznego AND, np. skin AND cancer.

### Operatory logiczne Boole’a
Operatory logiczne Boole’a umożliwiają łączenie, wykluczanie, a także określanie relacji pomiędzy poszczególnymi terminami wyszukiwawczymi. Podstawowymi operatorami wykorzystywanymi w budowaniu strategii wyszukiwania są operatory logiczne OR, AND i NOT. Poniżej omówiono wykorzystanie każdego z nich.

### Zawężanie wyników wyszukiwania
Poszczególne bazy danych udostępniają narzędzia (filtry/limity) służące do zawężenia wyników wyszukiwania, np. do wybranego języka, rodzaju badań, wieku czy roku publikacji.
UWAGA! Wykorzystanie wbudowanych filtrów/limitów:
- ogranicza wyniki wyszukiwania tylko do artykułów, które zostały już zaindeksowane
- zazwyczaj nie jest rekomendowane dla przeglądów systematycznych
- powinno zostać w odpowiedni sposób uzasadnione i zaraportowane.

W celu zawężenia wyników wyszukiwania bez wykorzystywania udostępnianych przez bazy danych narzędzi zaleca się, aby uszczegółowić strategię wyszukiwania poprzez dodanie odpowiednich uściśleń do zidentyfikowanych terminów wyszukiwawczych lub użyć opracowanych i udostępnionych strategii pochodzących ze zweryfikowanych źródeł, np. Cochrane.

### Wstępna strategia wyszukiwania i monitorowanie jej rozwoju
Opracowanie właściwej strategii wyszukiwania jest procesem polegającym na wielokrotnym testowaniu i wprowadzaniu poprawek, aż do momentu otrzymania relewantnych wyników wyszukiwania. Ważne, aby na bieżąco analizować rezultaty wyszukiwania w celu weryfikacji ich trafności.
Aby przeprowadzić wstępne wyszukiwanie, należy:
1. Wprowadzić wszystkie opracowane terminy wyszukiwawcze do wybranej bazy danych.
2. Połączyć terminy wyszukiwawcze (słowa kluczowe i hasła) za pomocą odpowiednich operatorów logicznych (AND, OR, NOT).
3. Przeanalizować liczbę wyników dla poszczególnych terminów wyszukiwawczych w celu wychwycenia ewentualnych błędów:
  - wyszukiwania, które dają 0 wyników mogą oznaczać, że dany termin wyszukiwawczy jest nieprzydatny lub został błędnie zapisany
  - bardzo duża liczba wyników może świadczyć o tym, że użyto zbyt obszernego terminu.
4. Zrezygnować z niepasujących terminów wyszukiwawczych (UWAGA! warto jest zanotować, z jakiego powodu dany termin został usunięty).
5. Sprawdzić, czy wśród otrzymanych wyników zostały uwzględnione zidentyfikowane wcześniej kluczowe dla badanego tematu artykuły (jeśli nie – wyniki należy prześledzić pod kątem słów występujących w tytule i streszczeniu, słów kluczowych autora i haseł ze słownika przedmiotowego, jeśli są dostępne, a odnalezione brakujące terminy należy dodać do strategii wyszukiwania i przeprowadzić ją ponownie)[19].

## Przeglądy systematyczne w medycynie
Przeglądy systematyczne oparte na wiarygodnych, randomizowanych badaniach klinicznych mają kluczowe znaczenie dla medycyny opartej na dowodach (EBM). Duży zbiór przeglądów systematycznych piśmiennictwa związanych z medycyną oferuje Biblioteka Cochrane’a. Jednym z graficznych sposobów prezentacji i syntezy danych medycznych jest harvest plot.